# 高知県第2区
高知県第2区（こうちけんだい2く）は、日本の衆議院における選挙区。1994年の公職選挙法改正で設置。

## 区域

### 現在の区域
2013年（平成25年）公職選挙法改正以降の区域は以下のとおりである。2013年の区割変更に伴い、区割が大きく変更された。
- 高知市（1区に属しない区域：潮江・朝倉・鴨田・長浜・御畳瀬・浦戸・春野の各大街の区域）[3]
  - 土居町、役知町、潮新町1・2丁目、仲田町、北新田町、新田町、南新田町、梅ノ辻、桟橋通1〜6丁目、天神町、筆山町、塩屋崎町1・2丁目、百石町1〜4丁目、南ノ丸町、南竹島町、竹島町、北竹島町、北高見町、高見町、六泉寺町、孕東町、孕西町、深谷町、南中山、北中山、幸崎、小石木町、大原町、河ノ瀬町、南河ノ瀬町、萩町1・2丁目、朝倉甲、朝倉乙、朝倉丙、朝倉丁、朝倉戊、朝倉己、宗安寺、行川、針原、上里、領家、唐岩、曙町1・2丁目、朝倉本町1・2丁目、若草町、若草南町、鵜来巣、槙山町、針木東町、大谷公園町、朝倉南町、朝倉横町、朝倉東町、朝倉西町1・2丁目、針木北1・2丁目、針木本町、針木南、針木西、鴨部、神田、鴨部高町、鴨部上町、鴨部1〜3丁目、長浜、横浜、瀬戸、瀬戸西町1〜3丁目、瀬戸東町1〜3丁目、長浜宮田、横浜新町1〜5丁目、横浜西町、横浜東町、瀬戸1・2丁目、瀬戸南町1・2丁目、横浜南町、長浜蒔絵台1・2丁目、御畳瀬、浦戸、春野町弘岡上、春野町弘岡中、春野町弘岡下、春野町西分、春野町芳原、春野町内ノ谷、春野町西諸木、春野町東諸木、春野町秋山、春野町甲殿、春野町仁ノ、春野町西畑、春野町森山、春野町平和、春野町南ケ丘1〜9丁目[4]
- 土佐市
- 須崎市
- 宿毛市
- 土佐清水市
- 四万十市
- 吾川郡
- 高岡郡
- 幡多郡

### 2002年から2013年までの区域
2002年（平成14年）公職選挙法改正から2013年の小選挙区改定までの区域は以下のとおりである。2002年には1区との間に一部境界変更。
- 高知市（1区に属しない区域：三里・五台山・介良・長浜・御畳瀬・浦戸の各大街の区域）[3]
- 室戸市
- 安芸市
- 南国市
- 安芸郡
- 香美郡
- 長岡郡
- 土佐郡
- 吾川郡
  - 春野町

### 2002年以前の区域
1994年（平成6年）公職選挙法改正から2002年の小選挙区改定までの区域は以下のとおりである。
- 高知市（1区に属しない区域）
  - 高須・大津・介良の各支所管内[7]
- 室戸市
- 安芸市
- 南国市
- 安芸郡
- 香美郡
- 長岡郡
- 土佐郡
- 吾川郡
  - 伊野町
  - 春野町
  - 吾北村

## 歴史
高知県全体が保守王国であり、2014年の第47回衆議院議員総選挙までは自由民主党の中谷元が連勝。対立候補の比例復活は1度もなく、典型的な無風区であった。
選挙区再編により中谷は1区へ国替えとなり、新たに2区の候補となった山本有二は2016年に環太平洋パートナーシップ協定（TPP）に関する不適切な発言で批判を受け、2017年の第48回衆議院議員総選挙では、参議院の（旧）高知県選挙区（2016年に廃止、旧徳島県選挙区と合区されて現在は徳島県・高知県選挙区）で2度の当選経験を持つ広田一が無所属の野党統一候補として出馬して、初当選を果たした。高知県の選挙区で自民党以外の候補が当選するのは1996年の第41回衆議院議員総選挙における1区の山原健二郎以来、21年ぶり2回目である。山本は比例復活したものの、小選挙区制度が導入されて以来初めて自民党はこの選挙区で敗北した。
2021年の第49回衆議院議員総選挙では山本有二は比例四国ブロックに転出、代わって前高知県知事の尾﨑正直が自民党公認で出馬。尾崎は広田をダブルスコアで破り初当選し、自民の議席を奪還した。敗れた広田は比例復活もならず落選した。

### 3区体制時代（旧）
高知県に3選挙区が割り当てられていた時代は、大まかに県中央部（高知市の大半）を1区、県東部を2区、県西部を3区に区分けしていた。

### 2区体制時代（現在）
定数削減によって2選挙区となった時、県内を東西に分割する方式をとった。旧1区が半分に分割され、旧2区と合併した東半分が新1区、旧3区と合併した西半分が新2区となる。当時選出枠を独占していた自由民主党の候補者選定もこれに従い、第47回以降は旧2区の中谷元が新1区、旧3区の山本有二が新2区にそれぞれ横滑りし、旧1区の福井照は比例四国ブロックに転出した。そのため、2区は新旧で実質別の選挙区となっている。

## 小選挙区選出議員
| 選挙名                 | 年                 | 当選者   | 党派       | 備考   |
| ---------------------- | ------------------ | -------- | ---------- | ------ |
| 第41回衆議院議員総選挙 | 1996年（平成8年）  | 中谷元   | 自由民主党 | 旧区域 |
| 第42回衆議院議員総選挙 | 2000年（平成12年） | 中谷元   | 自由民主党 | 旧区域 |
| 第43回衆議院議員総選挙 | 2003年（平成15年） | 中谷元   | 自由民主党 | 旧区域 |
| 第44回衆議院議員総選挙 | 2005年（平成17年） | 中谷元   | 自由民主党 | 旧区域 |
| 第45回衆議院議員総選挙 | 2009年（平成21年） | 中谷元   | 自由民主党 | 旧区域 |
| 第46回衆議院議員総選挙 | 2012年（平成24年） | 中谷元   | 自由民主党 | 旧区域 |
| 第47回衆議院議員総選挙 | 2014年（平成26年） | 山本有二 | 自由民主党 |        |
| 第48回衆議院議員総選挙 | 2017年（平成29年） | 広田一   | 無所属     |        |
| 第49回衆議院議員総選挙 | 2021年（令和3年）  | 尾﨑正直 | 自由民主党 |        |
| 第50回衆議院議員総選挙 | 2024年（令和6年）  | 尾﨑正直 | 自由民主党 |        |

## 選挙結果
時の内閣：第1次石破内閣 解散日：2024年10月9日 公示日：2024年10月15日
当日有権者数：27万4184人 最終投票率：54.59%（前回比：6.9%） （全国投票率：53.85%（2.08%））
| 当落 | 候補者名   | 年齢 | 所属党派   | 新旧 | 得票数    | 得票率 | 惜敗率 | 推薦・支持 | 重複 |
| ---- | ---------- | ---- | ---------- | ---- | --------- | ------ | ------ | ---------- | ---- |
| 当   | 尾﨑正直   | 57   | 自由民主党 | 前   | 102,501票 | 70.26% | ――     | 公明党推薦 | ○    |
|      | 浜川百合子 | 45   | 日本共産党 | 新   | 43,394票  | 29.74% | 42.34% |            | ○    |

時の内閣：第1次岸田内閣 解散日：2021年10月14日 公示日：2021年10月19日
当日有権者数：28万7552人 最終投票率：61.49%（前回比：6.29%） （全国投票率：55.93%（2.25%））
| 当落 | 候補者名   | 年齢 | 所属党派                             | 新旧 | 得票数        | 得票率 | 惜敗率 | 推薦・支持 | 重複 |
| ---- | ---------- | ---- | ------------------------------------ | ---- | ------------- | ------ | ------ | ---------- | ---- |
| 当   | 尾﨑正直   | 54   | 自由民主党                           | 新   | 117,810.000票 | 67.24% | ――     | 公明党推薦 | ○    |
|      | 広田一     | 53   | 立憲民主党                           | 前   | 55,214.803票  | 31.52% | 46.87% |            | ○    |
|      | 広田晋一郎 | 52   | NHKと裁判してる党 弁護士法72条違反で | 新   | 2,171.180票   | 1.24%  | 1.84%  |            |      |

- 山本は比例四国ブロック単独立候補に回り当選。
- 広田一は2023年10月、参議院徳島県・高知県選挙区補欠選挙に立候補し当選。

時の内閣：第3次安倍第3次改造内閣 解散日：2017年9月28日 公示日：2017年10月10日
当日有権者数：30万1709人 最終投票率：55.20%（前回比：2.06%） （全国投票率：53.68%（1.02%））
| 当落 | 候補者名 | 年齢 | 所属党派          | 新旧 | 得票数   | 得票率 | 惜敗率 | 推薦・支持 | 重複 |
| ---- | -------- | ---- | ----------------- | ---- | -------- | ------ | ------ | ---------- | ---- |
| 当   | 広田一   | 49   | 無所属 (民進党籍) | 新   | 92,179票 | 56.48% | ――     |            |      |
| 比当 | 山本有二 | 65   | 自由民主党        | 前   | 71,029票 | 43.52% | 77.06% | 公明党推薦 | ○    |

時の内閣：第2次安倍改造内閣 解散日：2014年11月21日 公示日：2014年12月2日
当日有権者数：30万4249人 最終投票率：53.14% （全国投票率：52.66%（6.66%））
| 当落 | 候補者名 | 年齢 | 所属党派   | 新旧 | 得票数   | 得票率 | 惜敗率 | 推薦・支持 | 重複 |
| ---- | -------- | ---- | ---------- | ---- | -------- | ------ | ------ | ---------- | ---- |
| 当   | 山本有二 | 62   | 自由民主党 | 前   | 83,764票 | 53.61% | ――     | 公明党推薦 | ○    |
|      | 武内則男 | 56   | 民主党     | 新   | 42,562票 | 27.24% | 50.81% |            | ○    |
|      | 谷崎治之 | 56   | 日本共産党 | 新   | 29,913票 | 19.15% | 35.71% |            |      |

- 武内は第48回衆議院議員総選挙に立憲民主党公認で比例四国ブロック単独候補として立候補し当選。

時の内閣：野田第3次改造内閣 解散日：2012年11月16日 公示日：2012年12月4日 （全国投票率：59.32%（9.96%））
| 当落 | 候補者名 | 年齢 | 所属党派   | 新旧 | 得票数   | 得票率 | 惜敗率 | 推薦・支持 | 重複 |
| ---- | -------- | ---- | ---------- | ---- | -------- | ------ | ------ | ---------- | ---- |
| 当   | 中谷元   | 55   | 自由民主党 | 前   | 76,662票 | 73.59% | ――     | 公明党推薦 | ○    |
|      | 岡田芳秀 | 54   | 日本共産党 | 新   | 27,513票 | 26.41% | 35.89% |            |      |

時の内閣：麻生内閣 解散日：2009年7月21日 公示日：2009年8月18日 （全国投票率：69.28%（1.77%））
| 当落 | 候補者名 | 年齢 | 所属党派   | 新旧 | 得票数   | 得票率 | 惜敗率 | 推薦・支持 | 重複 |
| ---- | -------- | ---- | ---------- | ---- | -------- | ------ | ------ | ---------- | ---- |
| 当   | 中谷元   | 51   | 自由民主党 | 前   | 75,554票 | 53.42% | ――     |            | ○    |
|      | 楠本清世 | 36   | 民主党     | 新   | 49,842票 | 35.24% | 65.97% |            | ○    |
|      | 山中正博 | 59   | 日本共産党 | 新   | 14,225票 | 10.06% | 18.83% |            |      |
|      | 伊東理砂 | 41   | 幸福実現党 | 新   | 1,822票  | 1.29%  | 2.41%  |            |      |

時の内閣：第2次小泉改造内閣 解散日：2005年8月8日 公示日：2005年8月30日 （全国投票率：67.51%（7.65%））
| 当落 | 候補者名   | 年齢 | 所属党派   | 新旧 | 得票数   | 得票率 | 惜敗率 | 推薦・支持 | 重複 |
| ---- | ---------- | ---- | ---------- | ---- | -------- | ------ | ------ | ---------- | ---- |
| 当   | 中谷元     | 47   | 自由民主党 | 前   | 70,010票 | 51.13% | ――     |            | ○    |
|      | 田村久美子 | 46   | 民主党     | 新   | 44,890票 | 32.79% | 64.12% |            | ○    |
|      | 谷崎治之   | 46   | 日本共産党 | 新   | 22,014票 | 16.08% | 31.44% |            |      |

- 田村は第45回は1区から立候補し、落選。

時の内閣：第1次小泉第2次改造内閣 解散日：2003年10月10日 公示日：2003年10月28日 （全国投票率：59.86%（2.63%））
| 当落 | 候補者名   | 年齢 | 所属党派   | 新旧 | 得票数   | 得票率 | 惜敗率 | 推薦・支持 | 重複 |
| ---- | ---------- | ---- | ---------- | ---- | -------- | ------ | ------ | ---------- | ---- |
| 当   | 中谷元     | 46   | 自由民主党 | 前   | 72,504票 | 59.04% | ――     |            | ○    |
|      | 田村久美子 | 44   | 民主党     | 新   | 31,377票 | 25.55% | 43.28% |            | ○    |
|      | 谷崎治之   | 44   | 日本共産党 | 新   | 18,927票 | 15.41% | 26.10% |            |      |

時の内閣：第1次森内閣 解散日：2000年6月2日 公示日：2000年6月13日 （全国投票率：62.49%（2.84%））
| 当落 | 候補者名 | 年齢 | 所属党派   | 新旧 | 得票数   | 得票率 | 惜敗率 | 推薦・支持 | 重複 |
| ---- | -------- | ---- | ---------- | ---- | -------- | ------ | ------ | ---------- | ---- |
| 当   | 中谷元   | 42   | 自由民主党 | 前   | 67,312票 | 53.78% | ――     |            | ○    |
|      | 中村久美 | 40   | 民主党     | 新   | 35,079票 | 28.03% | 52.11% |            | ○    |
|      | 谷崎治之 | 41   | 日本共産党 | 新   | 22,774票 | 18.20% | 33.83% |            |      |

時の内閣：第1次橋本内閣 解散日：1996年9月27日 公示日：1996年10月8日 （全国投票率：59.65%（8.11%））
| 当落 | 候補者名 | 年齢 | 所属党派   | 新旧 | 得票数   | 得票率 | 惜敗率 | 推薦・支持 | 重複 |
| ---- | -------- | ---- | ---------- | ---- | -------- | ------ | ------ | ---------- | ---- |
| 当   | 中谷元   | 39   | 自由民主党 | 前   | 72,772票 | 62.95% | ――     |            | ○    |
|      | 谷崎治之 | 37   | 日本共産党 | 新   | 26,018票 | 22.50% | 35.75% |            |      |
|      | 浜田嘉彦 | 52   | 新社会党   | 新   | 16,820票 | 14.55% | 23.11% |            | ○    |